# III wojna macedońska
III wojna macedońska miała miejsce w latach 171 p.n.e.-168 p.n.e. Po zajęciu Ilirii Rzymianie kontynuowali ekspansję na ziemie greckie. Podboje Rzymian wspierały państwa związku etolskiego szukające sojuszników w wojnie z umacniającą swą pozycję Macedonią. Rzymianie wykorzystali greckich sojuszników do kolejnych zwycięstw: nad Filipem V pod Kynoskefalaj w 197 p.n.e. i nad Antiochem III Wielkim pod Magnezją w 190 p.n.e.
W 171 p.n.e. doszło do trzeciej wojny z Macedonią. Król Macedonii Perseusz odniósł początkowo kilka sukcesów, zdołał pozyskać poparcie znacznej części Grecji, zyskał neutralność Pergamonu i Rodos, dotychczas wiernych sprzymierzeńców Rzymu. Konflikt zakończył się jednak zwycięstwem Rzymian, a rozstrzygające starcie miało miejsce pod Pydną w 168 p.n.e., gdzie wojska rzymskie pokonały Macedończyków pod wodzą Perseusza.
Sukcesy te pozwoliły Rzymianom na uzyskanie hegemonii w całej Grecji. Po wojnie Rzymianie podzielili Macedonię na cztery republiki, by w kilka lat po buncie Andriskosa zamienić Macedonię w kolejną rzymską prowincję.

## Najważniejsze bitwy trzeciej wojny macedońskiej (171-168 p.n.e.)
- 171 p.n.e. – bitwa pod Callicinus (Macedończycy Perseusza (stracili 60 zabitych) pokonali Rzymian Krassusa (stracili aż 3000 zabitych i jeńców))
- 171 p.n.e. – bitwa pod Pfalanną
- 170 p.n.e. – bitwa pod Uskaną
- 168 p.n.e. – bitwy pod Skodrą i Pytion
- 168 p.n.e. – bitwa pod Pydną